# Zuid-Korea op de Olympische Winterspelen 1956
Tijdens de Olympische Winterspelen van 1956, die in Cortina d'Ampezzo (Italië) werden gehouden, nam Zuid-Korea voor de tweede keer deel.

## Deelnemers en resultaten

### Schaatsen
| Olympiër       | Discipline   | Resultaat | Prestatie         |
| -------------- | ------------ | --------- | ----------------- |
| Chang Young    | 500 m (m)    | 28e       | 43,5 (+3,3)       |
| Chang Young    | 1500 m (m)   | 29e       | 2.16,7 (+8,1)     |
| Chang Young    | 5000 m (m)   | 23e       | 8.17,6 (+28,9)    |
| Cho Young-sik  | 500 m (m)    | 34e       | 44,0 (+3,8)       |
| Cho Young-sik  | 1500 m (m)   | 42e       | 2.20,0 (+11,4)    |
| Kim Chong-soon | 1500 m (m)   | 44e       | 2.20,5 (+11,9)    |
| Kim Chong-soon | 5000 m (m)   | 36e       | 8.34,3 (+45,6)    |
| Kim Chong-soon | 10.000 m (m) | 30e       | 17.52,6 (+1.16,7) |
| Pyun Chang-nam | 1500 m (m)   | 51e       | 2.23,5 (+14,9)    |
| Pyun Chang-nam | 5000 m (m)   | 37e       | 8.36,7 (+48,0)    |

Australië · België · Bolivia · Bulgarije · Canada · Chili · Duits eenheidsteam · Finland · Frankrijk · Griekenland · Groot-Brittannië · Hongarije · IJsland · Iran · Italië · Japan · Joegoslavië · Libanon · Liechtenstein · Nederland · Noorwegen · Oostenrijk · Polen · Roemenië ·  Sovjet-Unie · Spanje · Tsjecho-Slowakije · Turkije · Verenigde Staten · Zuid-Korea · Zweden · Zwitserland